# Sigeberto de Wessex
Sigeberto (Sigeberht en inglés antiguo significa 'Magnífica Victoria'), fue rey de Wessex desde 756 a 757.
Sigeberht sucedió a su familiar lejano Cuthred, pero luego fue acusado de ascender al trono injustamente así que fue derrocado a la fuerza por un consejo de nobles quien le dio el control del condado de Hampshire. Allí fue prendido, acusado de asesinato y condenado a muerte, casi con toda seguridad en un proceso amañado por su adversario el rey Ethelbaldo de Mercia. Su hermano Cyneheard fue expulsado del reino pero regresó en 786 para matar al sucesor de Sigeberht, Cynewulf de Wessex.